# Бориславський Любомир Володимирович
Бориславський Любомир Володимирович ( нар. 16 листопада, 1940 , Дрогобич, Україна) - кандидат юридичних наук, доцент, заслужений юрист України, член Конституційної Асамблеї (2012-2015 рр.), Конституційної комісії при Президентові України (2015-2019 рр.), член редакційної колегії Українського часопису конституційного права. 

## Біографія
Народився 16 листопада 1940 року у місті Дрогобич. Трудову діяльність розпочав у 1956 році учнем слюсаря, газозварником, звільненим секретарем комітету комсомолу ВО “Дрогобич нафтопереробки”. Проходив військову службу у 1959-1960 рр. Громадська робота та участь у правоохоронних заходах (член бригади сприяння міліції (БСМ)) визначили зважений і свідомий вибір майбутньої професії, у 1961-1966 р. навчався на юридичному факультеті Львівського державного університету імені Івана Франка.
Після закінчення вузу був зарахований на посаду асистента кафедри на юридичному факультеті Львівського національного університету імені Івана Франка. В 1970-1973 рр. навчався в аспірантурі Київського національного університету імені Т.Г. Шевченка і в 1979 році захистив кандидатську дисертацію.
Кандидат юридичних наук, доцент, заслужений юрист України, член Конституційної Комісії. Працює на юридичному факультеті з 1966 року. За час роботи на юридичному факультеті Львівського національного університету імені Івана Франка обіймав різні адміністративні посади: заступника декана, декана правничого факультету Інституту післядипломної освіти ЛНУ імені Івана Франка, виконував обов’язки декана юридичного факультету, обирався завідувачем кафедри державного, адміністративного та фінансового права, завідувачем кафедри конституційного права.
Бориславський Л.В. обирався народним засідателем, призначався виконуючим обов’язки народного судді Шевченківського району м. Львова, тричі обирався депутатом Галицької районної ради м. Львова, заступником та головою комісії законності і правопорядку, головою дільничної виборчої комісії з виборів Президента України тощо.
Брав участь у роботі робочих груп Верховної Ради УРСР: був членом робочої групи з підготовки проекту Тимчасового Регламенту роботи Верховної Ради України, проекту Закону України “Про постійні комісії Верховної Ради України” та інших. Був членом Фахової експертної Ради з правознавства МВССО України. Як фахівець, брав активну участь у законотворчій роботі: був членом Громадської конституційної ради Львівщини (2008 р.), членом Конституційної Асамблеї, завданням якої були узагальнення практики реалізації Конституції України та розробка пропозицій щодо її вдосконалення (2012-2015 рр.), членом Конституційної комісії при Президентові України (2015-2019 рр.).
Бориславський Л.В. є автором понад 100 наукових та навчально-методичних праць, співавтором низки навчальних посібників. Активний учасник експертиз законопроектів, автор висновків із доктринальних позицій з питань, порушених у конституційних зверненнях та конституційних поданнях до Конституційного Суду України. Під керівництвом вченого підготовлено і захищено три кандидатські дисертації.
За вагомий внесок у розвиток українського конституціоналізму в процесі вдосконалення Основного Закону України нагороджено почесними грамотами, нагрудним знаком, має звання “Ветеран праці”. Указом Президента України присвоєно почесне звання “Заслужений юрист України”.

## Наукові праці
- Бориславський Л.В. Про потребу в новій навчальній дисципліні «Конституційно- процесуальне право». В кн. Наука конституційного права України: сучасний стан та напрями розвитку. Харків. Право – 2009, с. 108-116.
- Бориславський Л.В. Проблеми модернізації положень Конституції України щодо власності народу України на землю. В кн. Становлення і розвиток місцевого самоврядування (збірник тез), Хмельницький, ХІУП, 2012, с. 29-33.
- Бориславський Л.В. Конституція України її реалізація та способи удосконалення. Вісник Конституційного Суду України, 2014 №4, с. 103-109.
- Бориславський Л.В. Особливості конституційно-правового регулювання принципу взаємодії відповідальності держави і людини В кн. Проблеми державотворення і захисту прав людини в Україні. ЛНУ, 2014, с. 131-134.
- Бориславський Л.В. Конституційно-правове регулювання взаємної відповідальності держави та людини. Матеріали конференції ЛНУ, 2015, с. 147-149.
- Бориславський Л.В. Проблеми Конституційної відповідальності Глави Української держави: питання теорії і практики. Матеріали конференції ЛНУ, 2016, с. 130-133.
- Бориславський Л.В. Інститут Президента України після виборів 2019 року: новий етап розвитку? Український часопис конституційного права, 2019, №1, С. 43-50

Посилання:
Конституційно-правова наука та освіта в персоналіях: довідник / за заг. ред. О. В. Батанова, К. В. Головко, Н. В. Мішиної, О. В. Щербанюк. – Одеса: Видавничий дім «Гельветика», 2021. – 160 с.
|дата=березень 2022}}